# Владимир Кличко — Сэмюэл Питер (2010)
Владимир Кличко — Сэмюэл Питер II — двенадцатираундовый боксёрский поединок в тяжёлой весовой категории за титулы чемпиона мира по версиям IBF, WBO, IBO и журнала The Ring которые принадлежали Владимиру Кличко.
Этот поединок стал вторым для боксёров. Первый бой состоялся 10 апреля 2004 года в Атлантик-Сити (Нью-Джерси, США).Владимир Кличко доминировал на протяжении всего поединка, работая джебами и срывая атаки противника, но Сэмюэлу Питеру удалось трижды отправить его в нокдаун. Несмотря на падения, победу в поединке единогласным судейским решением одержал Владимир Кличко. Все три судьи отдали победу Кличко со счётом 114—111.
В 2006 году Владимир Кличко победил Криса Бёрда и завоевал титулы чемпиона мира по версиям IBF и IBO, в 2008 году победил Султана Ибрагимова и добавил к своим титулам чемпионский титул по версии WBO, и в 2009 году победив Руслана Чагаева завоевал чемпионский титул по версии журнала The Ring. Сэмюэл Питер в 2007 году стал временным чемпионом по версии WBC, а в марте 2008 года победив Олега Маскаева стал полноценным чемпионом, однако в октябре того же года проиграл титул старшему брату Владимира Кличко — Виталию.
Второй поединок состоялся 11 сентября 2010 года на стадионе «Commerzbank-Arena» (Франкфурт-на-Майне, Германия). Бой проходил с преимуществом украинского боксёра, который на протяжении всего поединка . В десятом раунде Владимир Кличко потряс соперника и нокаутировал его.

## Предыстория

### Александр Поветкин
Планировалось, что бой между Владимиром Кличко и Александром Поветкиным состоится 13 декабря 2008 года. Однако, во второй половине октября 2008 года во время пробежки Поветкин надорвал связки на левой ноге (диагноз: повреждение связок и суставной сумки голеностопного сустава левой стопы), вследствие чего ему был наложен гипс, и он был вынужден прервать тренировочный процесс приблизительно на месяц. В итоге, вместо Поветкина, соперником Кличко стал с бывший чемпион мира по версиям  WBC (2001, 2005—2006), IBF (2001) и IBO (2001) Хасим Рахман. Этот бой завершился победой действующего чемпиона техническим нокаутом в седьмом раунде.
При этом за Поветкиным был схоронен статус обязательного претендента на титул чемпиона мира по версии IBF. На протяжении следующих полутора лет Поветкин восстанавливаясь после травмы провел три поединка, в которых выиграл. Также россиянином был завоёван статус обязательного претендента на титул чемпиона мира по версии WBO которым также как и IBF владел Кличко-младший. После этого IBF назначила промоутерские торги на бой «Владиир Кличко — Александр Поветкин». Победу на этих торгах одержала промоутерская компания братьев Кличко К2 Promotions, которая готова была предоставить 8 313 000 $ для организации поединка.
Поединок между чемпионом мира по версиям IBF, WBO, IBO и журнала The Ring Владимиром Кличко и обязательны претендентом на чемпионский титул по версии IBF Александром Поветкиным должен был состояться 11 сентября 2010 года на стадионе «Commerzbank-Arena» во Франкфурте-на-Майне (Германия). 19 июля 2010 года состоялось первое официальное мероприятие в связи с предстоящим поединком назначена — пресс-конференция во Фракнфурте. Однако Александр Поветкин и члены его команды не пришли на неё. Позже было объявлено, что Поветкин отсутствовал из-за восполнения гайморовых пазух. После этого между командами боксёров произошёл скандал со взаимными обвинениями друг друга (команда Кличко обвиняла команду Поветкина в не профессионализме, а те в свою очередь называли предложенный командой Кличко контракт «кобальным»), в итого которого бой между Владимиром Кличко и Александром Поветкиным был вновь отменён, а Поветкин вдобавок лишился статуса обязательного претендента на титул IBF.

### Сэмюэл Питер
Впервые о том, что бывший чемпион мира по версии WBC (2008) Сэмюэл Питер, который на тот момент занимал второе место в рейтинге IBF может заменить Александра Поветкина было публично сказано исполнительным директором К2 Promotions Бернардом Бёнте и самим Владимиром Кличко ещё во время пресс-конференции 19 июля. В прошлом Сэмюэл Питер дважды боксировал против братьев Кличко. Первый поединок Питер провёл 24 сентября 2005 года в против Владимира Кличко. На протяжении всего поединка доминировал украинец, который умело работал джебами и срывал атаки противника, но Сэмюэлу Питеру удалось трижды отправить его в нокдаун. Несмотря на падения, победу в поединке единогласным судейским решением одержал Владимир Кличко. Все три судьи отдали победу Кличко со счётом 114—111. Второй бой Питер провёл будучи в статусе чемпиона мира по версии WBC, 11 октября 2008 года, против Виталия Кличко, но вновь проиграл отказавшись продолжать боя после 8-го раунд.
В своём следующем, после поражения в бою с Виталием Кличко, бою Питер проиграл американцу Эдди Чемберсу, а затем одержал четыре досрочные победы в боях с джорниенами.

## Комментарии
1. ↑  На самом деле на момент боя на счету Владимира Кличко быть на одну досрочную победу больше. Разночтения в рекорде Владимира Кличко возникли после его поединка с Бико Ботовамунгу 23 августа 1997 года, когда рефери остановил поединок дисквалифицировав Ботовамунгу, затем результат встречи был изменен на победу Кличко техническим нокаутом. Однако на сайте BoxRec, который является одним из самых авторитетных статистических сайтов на данную тему, в отличие от других источников, результат остался прежним[1].